# Spandau
Spandau é um distrito municipal (Bezirk) mais ocidental de Berlim, situado na confluência dos rios Havel e Spree, ao longo da margem esquerda do Havel.
Engloba uma área de 91,91 km² e tem cerca de 226 100 habitantes (2003).
Após a Segunda Guerra Mundial, fazia parte da zona de ocupação britânica em Berlim Oeste, e a Prisão de Spandau foi construída para acolher os criminosos de guerra nazistas que haviam sido condenados a penas de prisão nos Julgamentos de Nuremberg.  Após a morte de Rudolf Heß, o último prisioneiro da prisão, ela foi completamente demolida pelos aliados em 1987.

As indústrias modernas em Spandau incluem a metalurgia e fábricas químicas e elétricas. A fábrica de Spandau da BMW Motorrad fez todas as motocicletas BMW de 1969 até a montagem final das fábricas em Rayong, Tailândia em 2000, e Manaus, Brasil e em 2016.

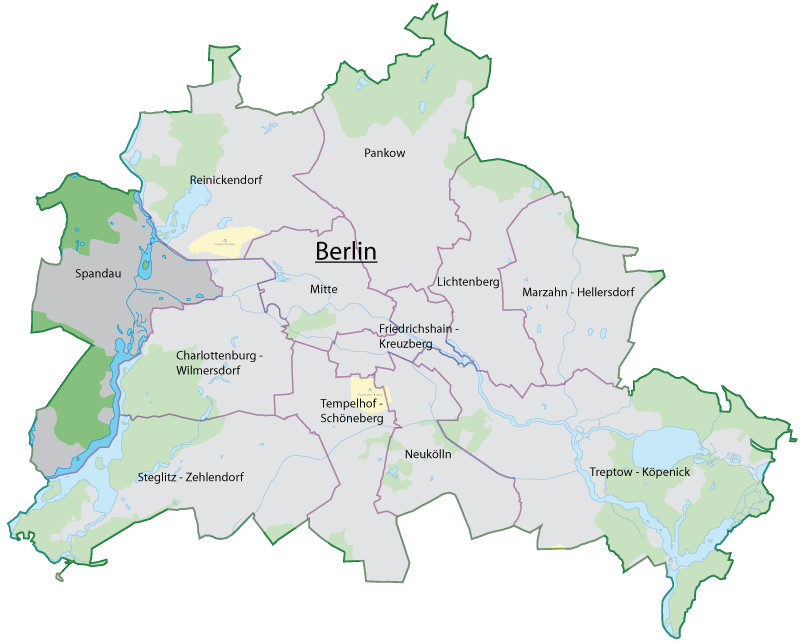
Berlim, com Spandau em destaque

## Cidades-Irmãs
Spandau possui as seguintes cidades-irmãs:
Asdode, Distrito Sul, Israel